# Escudo de Torrejón de Ardoz
El escudo de Torrejón de Ardoz es el escudo oficial de ese municipio de la Comunidad de Madrid.
El 8 de octubre de 2009 el Consejo de Gobierno de la Comunidad de Madrid autorizó al Ayuntamiento de Torrejón a rehabilitar el escudo heráldico y la bandera municipal. Sin embargo, el escudo venía usándose como enseña y sello de los documentos municipales desde 1969 de forma continuada, aunque hay constancia documental de su utilización desde el siglo XVIII.
Se emplea en los actos de alto protocolo y está dividido en cuatro cuarteles; dos superiores y dos inferiores. El superior izquierdo, de Castilla (en campo de gules, un castillo de oro, mazonado de sable y aclarado de azur). El superior derecho, de Aragón (de oro, cuatro palos de gules). El inferior izquierdo, de León (de plata y un león púrpura coronado de oro). El inferior izquierdo, (de plata con dos calderas de sable puestas en palo). Al timbre, corona real abierta de España. 